# Vlag van kraj Krasnodar
De vlag van kraj Krasnodar heeft drie horizontale banen van blauw over karmozijnrood over groen in de verhouding 1:2:1. De vlag werd op 24 maart 1995 aangenomen en heeft een hoogte-breedteverhouding van 2:3.
De kleuren symboliseren de eenheid van de drie sociaal-etnische groepen in het gebied rondom de Koeban. De karmozijnrode baan, die tweemaal zo hoog is als elk van de twee andere banen, staat daarbij voor de Kozakken, terwijl het groen voor de Circassiërs (Adygeërs) staat en het blauw voor de Don-Kozakken. Groen symboliseert ook de vruchtbaarheid en rijkdom van het gebied.
In het midden van de vlag staat een eenkleurige variant van het wapen van de regio in geel met oranje omlijning. De belangrijkste elementen zijn het bovenste deel van een tweekoppige adelaar en een fort. Ook in de lading zijn vijf gemonogrammeerde standaarden van heersers van het Keizerrijk Rusland, Alexander I, Catharina II, Alexander II, Paulus I en Nicolaas I.
De vlag is gebaseerd op vlag van de Volksrepubliek Koeban, die op 10 februari 1919 door de Volksrepubliek Koeban werd aangenomen.
Het originele vlagontwerp werd aangenomen in op 24 maart 1995, maar gewijzigd op 23 juni 2004 om een lichtere tint van blauw te gebruiken. Gedurende deze periode werden de wapens op de vlag ook veranderd zodat de achtergrondkleuren kleuren van de banen zouden doorschijnen.